# 16594 Сораті
16594 Сораті (16594 Sorachi) — астероїд головного поясу, відкритий 26 жовтня 1992 року.
Тіссеранів параметр щодо Юпітера — 3,386.
Названо на честь Сораті (яп. そらち(空知) сораті).